# Gymnasium Ismaning
Das Gymnasium Ismaning ist als sprachliches und wirtschaftswissenschaftliches Gymnasium eine weiterführende Schule in Ismaning nördlich von München.

## Entwicklung
Das Gymnasium startete mit Vorläuferklassen in Containern neben der Realschule Ismaning als Teil des Werner-Heisenberg-Gymnasium Garching. Am 1. August 2017 erlangte die Schule ihre Selbständigkeit und konnte am 12. September 2017 ihren regulären Schul-Betrieb im eigenen Schulgebäude am Seidl-Kreuz-Weg starten. Der Standort wurde durch den Kreistag des Landkreises München im Juni 2012 beschlossen, die Zweckvereinbarung zur Finanzierung durch die Gemeinde Ismaning und den Landkreis München im November 2012 geschlossen und die Errichtung durch das Kultusministerium im Juli 2013 genehmigt. Die Schule hat eine wirtschaftswissenschaftliche Ausrichtung in Kombination mit einem sprachlichen Zweig.

### Bedarfsprognose
Ismaning ist seit 1971 Mitglied im Zweckverband für das Werner-Heisenberg-Gymnasium in der Nachbargemeinde Garching, dem seinerzeit ersten Gymnasium im nördlichen Landkreis München. Obwohl im ursprünglichen Einzugsgebiet weitere Gymnasien erbaut wurden – so das Carl-Orff-Gymnasium in Unterschleißheim und das Oskar-Maria-Graf-Gymnasium in Neufahrn – zeichnete sich 2008 wegen der hohen Bevölkerungszuwanderung und den überdurchschnittlichen gymnasialen Übertrittsquoten im Ballungsraum München der Bedarf für mindestens ein weiteres Gymnasium ab. Zu diesem Zeitpunkt hatte das Garchinger Gymnasium rund 1000 Schüler, davon 430 aus Garching, 330 aus Ismaning, 90 aus Unterföhring und 150 als Gastschüler aus München oder anderen Gemeinden. Der Ismaninger Gemeinderat bestimmte im September 2009 ein gemeindeeigenes Grundstück als möglichen Standort und fasste im November 2010 den Absichtsbeschluss, ein Gymnasium im Rahmen einer Zweckvereinbarung gemeinsam mit dem Landkreis München und nach Möglichkeit den Nachbargemeinden zu errichten. Im Dezember 2010 schuf sie die bauplanungsrechtlichen Voraussetzungen.

### Standortentscheidung
Neben Ismaning bewarb sich auch die Nachbargemeinde Unterföhring um das geplante Gymnasium. Die Entscheidung war im Vorfeld politisch umstritten: Unterföhring machte geltend, dass es trotz rund 10.000 Einwohnern bislang keine weiterführende Bildungseinrichtung beheimatete und das Schülerpotential am Standort Unterföhring größer sei, weil mit Gastschülern aus der nahen Landeshauptstadt München gerechnet werden könne. Dagegen verwies Ismaning darauf, dass es als deutlich einwohnerstärkere Gemeinde den größten Schüleranteil stellen werde. Beide stützten sich dabei auf die Berechnungen in der Schulbedarfsplanung des Planungsverbands Äußerer Wirtschaftsraum München, der in einer aktualisierten Prognose für 2018 ein Schülerpotential von rund 1500 Schülern erwartete, mit allerdings je nach Standort verändertem Einzugsgebiet. Damit ergab die Prognose auch den absehbaren Bedarf für ein weiteres zusätzliches Gymnasium, weil mit einem bis 2024 erwarteten Anstieg des Schülerpotentials auf knapp 1700 Schüler und dann acht Klassenzüge die landesübliche Mindestgröße doppelt erreicht würde.
Die Kreistagsfraktionen von SPD, FDP und Grünen – die über die Mehrheit der Kreistagsmandate verfügten – unterstützten eine Ansiedlung in Unterföhring, die von CSU und Freien Wählern den Standort Ismaning. Am 25. Juni 2012 entschied sich der Kreistag mit 30 zu 29 Stimmen schließlich für Ismaning. Die Entscheidung fiel entgegen den eigentlichen Fraktionsmehrheiten aus, weil einige Kreisräte der Abstimmung ferngeblieben waren und die beiden Ismaninger Kreisräte der SPD von der Fraktionslinie abwichen. Der Kreistag erklärte gleichzeitig die Absicht, eventuell ein weiteres Gymnasium in Unterföhring zu errichten.

### Finanzierung und Projektfortschritt
Für das Gymnasium werden Baukosten von 30 bis 40 Millionen Euro erwartet. Nach einer Zweckvereinbarung zwischen der Gemeinde Ismaning und dem Landkreis München wird 30 Prozent davon der Landkreis übernehmen. Der spätere Sachaufwand wird vollständig vom Landkreis getragen, der Personalaufwand vom Freistaat Bayern. Die ursprünglich erwartete Gründung eines Zweckverbands gemeinsam mit Garching und Unterföhring kam nach der Kontroverse um den Standort nicht zustande. Im November 2013 berief der Ismaninger Gemeinderat eine baubegleitende Kommission zur Vorbereitung eines Architektenwettbewerbs.
Nachdem Ende 2013 bekannt wurde, dass die Deutsche Telekom die 1992 in Ismaning erbaute Fernmeldeschule München verkaufen und bis 2018 räumen will, beschloss der Gemeinderat, einen Ankauf und Umbau des Gebäudes für das Gymnasium zu prüfen.

## Trivia
Im Rahmen des Methodenlernens unterrichtet das Gymnasium Lernen lernen in der Klasse 5. Das Gymnasium bietet in Kooperation mit der Musikschule Ismaning als Nachmittagsangebot die Möglichkeit, ein Blasinstrument zu erlernen. Es hat eine Theater-AG und fährt mit den Skiklassen der Stufe 6 regelmäßig auf Skifreizeiten.

## Förderverein
Am 15. Februar 2017 wurde von Eltern einiger Schüler des Gymnasiums und von weiteren öffentlichen Personen der gemeinnützige Verein „Freunde und Förderer des Gymnasiums Ismaning e.V.“ (FFGI) gegründet, mit dem Ziel, das Gymnasium Ismaning in diversen Bereichen finanziell zu unterstützen.